# نازلی بیات ماکو
نازلی بیات ماکو (زاده ‎۲۵ شهریور ۱۳۲۴ - درگذشته ۳ شهریور ۱۳۹۷) ورزشکار دو و میدانی اهل ایران بود. المپیک ۱۹۶۴، اولین المپیکی بود که زنان ایرانی توانستند در المپیک شرکت کنند. در این رقابت‌ها در رشته دو و میدانی، نازلی بیات ماکو در پرش ارتفاع، ژولیت گئورگیان در پرتاب دیسک و سیمین صفامهر در دوی ۱۰۰ متر و پرش طول شرکت کردند. در رشته ژیمناستیک هم جمیله سروری حضور داشت.  آن‌ها با سرپرستی خانم پارینه به توکیو رفتند.
نازلی ۱۹ ساله در پرش ارتفاع، برای شروع در مرحله مقدماتی باید از روی مانع ۱۵۵ سانتیمتری می‌پرید که ناکام ماند.